# 塔巴丘基
50°11′44″N 25°24′21″E / 50.19556°N 25.40583°E
塔巴丘基（烏克蘭語：Табачуки），是烏克蘭西北部的村莊，隸屬里夫內州的杜布諾區。該村始建於1641年，面積0.15平方公里，海拔高度221米，2001年人口27，人口密度每平方公里178.8人。